# Pentaszén-dioxid
A pentaszén-dioxid, más néven penta-1,2,3,4-tetraén-1,5-dion a szén egyik oxidja, képlete C5O2 vagy O=C=C=C=C=C=O. A CnO2 vegyületcsalád harmadik tagja, ahol n páratlan szám, az előző kettő a
szén-dioxid (CO2) és a szén-szuboxid (C3O2).
Elsőként Günter Maier és munkatársai írták le 1988-ban, a vegyületet az 1,3,5-ciklohexántrion (floroglucin, a floroglucinol tautomer formája) pirolízisével állították elő, de 2,4,6-trisz(diazo)ciklohexán-1,3,5-trion (C6N6O3) gőzeinek flash pirolízise során is keletkezik.:p.97 Szobahőmérsékleten oldatban stabil, maga a tiszta vegyület −96 °C-ig stabil, afelett polimerizálódik.

## Fordítás
Ez a szócikk részben vagy egészben  a   Pentacarbon dioxide című angol Wikipédia-szócikk ezen változatának fordításán alapul.  Az eredeti cikk szerkesztőit annak laptörténete sorolja fel. Ez a jelzés csupán a megfogalmazás eredetét és a szerzői jogokat jelzi, nem szolgál a cikkben szereplő információk forrásmegjelöléseként.